# Dysosma delavayi
Dysosma delavayi là một loài thực vật có hoa trong họ Hoàng mộc. Loài này được (Franch.) Hu mô tả khoa học đầu tiên năm 1937.